# Gevgelija
Gevgelija (macedonio, Гевгелија) es una ciudad con una población de 15.685 hab. ubicada en el extremo sureste de Macedonia del Norte a lo largo de la orilla del río Vardar, situada en la principal frontera del país con Grecia (Bogorodica-Evzoni), el punto que une la autopista desde Skopje y otras tres antiguas capitales yugoslavas (Belgrado, Zagreb y Liubliana) con Tesalónica. La ciudad es la capital del municipio de Gevgelija. La ciudad está hermanada con la ciudad eslovena de Sežana.